# Florence Lepron
Florence Lepron (nacida el 16 de febrero de 1985 en Nantes, Francia) es una jugadora de baloncesto francesa. 